# Sądny dzień (film)
Sądny dzień (oryg. What's the Worst that Could Happen?) – film z 2001 roku w reżyserii Sama Weismana.

## Fabuła
Zawodowy złodziej Kevin otrzymuje od swojej narzeczonej Amber sygnet, który ma przynosić szczęście. W czasie włamania do domu biznesmena Maxa Fairbanksa zostaje złapany na gorącym uczynku, po czym Max zabiera mu sygnet, twierdząc że był on jego własnością. Max również wierzy, że sygnet przyniesie mu szczęście. Następnie Kevin podejmuje różne próby, by odzyskać sygnet.

## Obsada
- Martin Lawrence – Kevin
- Danny DeVito – Max Fairbanks
- Nora Dunn – Lutetia Fairbanks
- Glenne Headly – Gloria
- Carmen Ejogo – Amber Belhaven
- Bernie Mac – wuj Jack
- Larry Miller – Earl Radburn
- Richard Schiff – Walter Greenbaum
- William Fichtner – detektyw Alex Tardio
- John Leguizamo – Berger